# Musaranya de muntanya de Sri Lanka
La musaranya de muntanya de Sri Lanka (Suncus montanus) és una espècie de mamífer de la família de les musaranyes (Soricidae). Viu a l'Índia i Sri Lanka. Té una llargada de cap a gropa de 9–11 cm i la cua d'aproximadament 7 cm.
Està en perill d'extinció per la pèrdua del seu hàbitat natural.